# Fiume Camacuã
Il Camacuã, chiamato da molti storici come Camacua e del XVIII secolo come Cambacuá, è un corso d'acqua che attraversa lo stato del Rio Grande do Sul, e sfocia nella laguna Lagoa dos Patos, che a sua volta sfocia nell'Oceano Atlantico.
Il bacino del fiume attraversa  26 comuni: Amaral Ferrador, Arambaré, Arroio do Padre, Bagé, Barão do Triunfo, Barra do Ribeiro, Caçapava do Sul, Camaquã, Canguçu, Cerro Grande do Sul, Chuvisca, Cristal, Dom Feliciano, Dom Pedrito, Encruzilhada do Sul, Hulha Negra, Lavras do Sul, Pelotas, Pinheiro Machado, Piratini, Santana da Boa Vista, São Jerônimo, São Lourenço do Sul, Sentinela do Sul, Tapes e Turuçu
Il nome del fiume potrebbe significare o  grotta dei mulatti oppure seno o grembo.

## Storia
Nel 1827 sulle sponde del fiume  , fu combattuta la battaglia di Camacuã, in cui l'esercito argentino sconfisse le truppe imperiali brasiliane.